# Rolf Lingenberg

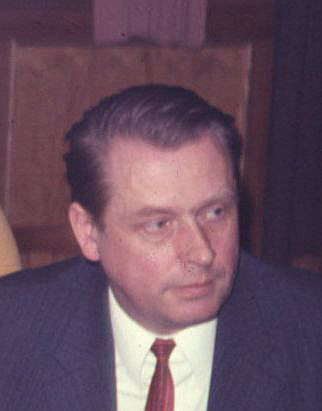
Rolf Lingenberg, 1972, TH-Darmstadt

Rolf Lingenberg (* 2. Januar 1929 in Danzig-Langfuhr; † 5. Dezember 1978 in Karlsruhe) war ein deutscher Mathematiker, der sich mit Geometrie beschäftigte.

## Leben
Lingenberg war der Sohn eines Oberstudienrats für Mathematik. Die Familie flüchtete am Ende des Zweiten Weltkriegs von Danzig nach Kiel und Lingenberg studierte ab 1949 Mathematik, Physik, Chemie und Philosophie an der Christian-Albrechts-Universität zu Kiel, wo er 1955 bei Friedrich Bachmann promoviert wurde (Begründung der absoluten Geometrie der Ebene). Danach war er Assistent an der Technischen Universität Hannover bei Theodor Kaluza. 1958 erfolgte die Habilitation (Über Gruppen mit einem invarianten System involutorischer Erzeugender, in dem der allgemeine Satz von den drei Spiegelungen gilt) und er war danach Privatdozent in Hannover. Nach kurzer Zeit an der Albert-Ludwigs-Universität Freiburg wurde er 1964 Professor an der TU Darmstadt, wo er 1969/70 Dekan und 1970/71 Rektor war. Im Oktober 1972 wurde er Professor an der TH Karlsruhe. Er war mehrfach Gastprofessor in Kanada (Toronto, Regina).

## Werk
Lingenberg befasste sich zunächst im Sinn seines Lehrers Bachmann mit dem Aufbau der Geometrie auf dem Spiegelungsbegriff (absolute Geometrie, euklidische und nicht-euklidische Geometrie umfassend). In seiner Habilitation führte er S-Gruppen ein, mit denen er den axiomatischen Aufbau der absoluten Geometrie behandelte. Sie bestehen aus einer Gruppe G und einem involutorischen System von Erzeugenden S, wobei der Satz von den drei Spiegelungen (Axiom S) gilt. In Karlsruhe hatte er auch ein gemeinsames Seminar mit Philosophen (Hans Lenk) über mathematische Fragen der Philosophie (Probleme des Raums) und leitete auf dem Weltkongress für Philosophie in Düsseldorf 1978 eine Sektion Philosophie der Mathematik.
Er war Mitherausgeber des Journal für die reine und angewandte Mathematik und des Journal of Geometry.

## Privates
Er war seit 1966 mit der Theologin Annegret Lingenberg verheiratet und hatte drei Kinder, darunter den Musiker und Altphilologen Wilfried Lingenberg sowie den Toningenieur Rolf D. Lingenberg; sein Bruder war der Historiker Heinz Lingenberg. Privat spielte er Violine in einem Streichquartett und komponierte. Er liegt in Falken-Gesäß begraben, wo er ein Wochenendhaus hatte.

## Schriften
- mit A. Baur Affine und projektive Ebenen, in Heinrich Behnke u. a. Grundzüge der Mathematik, Vandenhoeck und Ruprecht, Band 2
- mit Peter Scherk Rudiments of affine geometry, University of Toronto Press 1975
- Metric planes and metric vector spaces, Wiley 1979
- Lineare Algebra, BI Hochschultaschenbuch 1969
- Grundlagen der Geometrie I, BI Hochschultaschenbuch 1969, 2. Auflage 1976
- Einführung in die Lineare Algebra, BI Hochschultaschenbuch 1976
- Metrische Geometrie der Ebene und S-Gruppen, Jahresbericht DMV, Band 69, 1966, S. 9–50, Online